# Haptanthus hazlettii

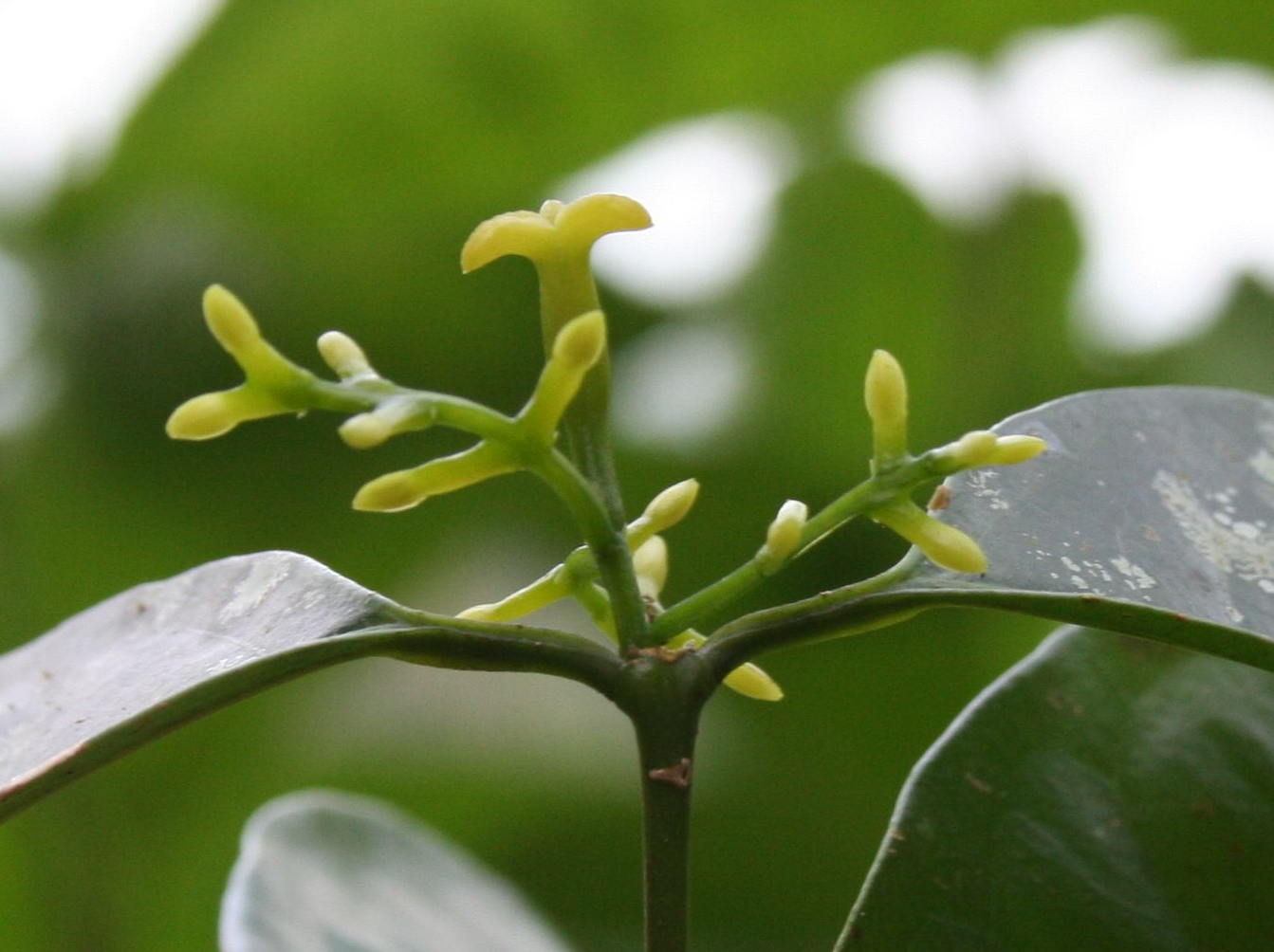
Detail květenství Haptanthus hazlettii

Haptanthus hazlettii je druh rostliny z čeledi zimostrázovité a jediný druh rodu Haptanthus. Po dlouhou dobu byla rostlina známa pouze z jediného sběru v roce 1980 v Hondurasu a její zařazení v rámci taxonomie dvouděložných rostlin bylo nejasné. Znovu byla nalezena v roce 2010.

## Popis
Haptanthus hazlettii je jednodomý, stálezelený, zcela lysý keř se vstřícnými jednoduchými celokrajnými listy se zpeřenou žilnatinou a bez palistů. Květenství jsou úžlabní s jedním samičím květem uprostřed a s 5 až 6 samčími květy na každé straně. Květy jsou žlutozelené, bezobalné. Samčí květy obsahují jedinou tyčinku, semeník v samičích květech je jednokomůrkový, s více vajíčky. Plody nejsou známy.

## Rozšíření
Druh byl doposud nalezen pouze v severním Hondurasu, kde se vyskytuje v tropickém deštném lese.

## Taxonomie
Druh byl znám z jediného sběru z lokality Matarras v Hondurasu, kde byl nalezen v roce 1980 poblíž oblasti těžby dřeva a na základě sebraného herbářového materiálu byl v roce 1989 taxonomicky popsán. Později bylo uspořádáno celkem 5 výprav pokoušejících se o jeho znovunalezení, které však byly neúspěšné. Uvažovalo se též o možnosti, že se již jedná o vyhynulý druh. Rostlina má v rámci vyšších dvouděložných rostlin unikátní znaky v květních orgánech a její zařazení v systému bylo nejasné. Pokusy o odběr DNA z jediných existujících dvou herbářových vzorků nebyly úspěšné. V systému APG I byl rod Haptanthus veden jako nezařazený do čeledi. V roce 2001 byla ustavena nová samostatná čeleď Haptanthaceae, která byla v systému APG III zařazena do řádu Buxales. V roce 2010 byl při úspěšné expedici do severního Hondurasu nalezen další živý jedinec tohoto druhu, honduraští botanici na základě poskytnutých údajů později nalezli ještě několik dalších exemplářů. Ze vzorků byla odebrána DNA a pozice druhu v rámci taxonomie rostlin se posléze vyjasnila a v systému APG IV byl vřazen do čeledi Buxaceae.

## Kladogram řáduBuxales
|  | Buxus      |
|  |            |
|  | Haptanthus |
|  |            |

|  | Sarcococca                                                 |
|  |                                                            |
|  | \| \| Styloceras \| \| \| \| \| \| Pachysandra \| \| \| \| |
|  |                                                            |
|  | Styloceras                                                 |
|  |                                                            |
|  | Pachysandra                                                |
|  |                                                            |

|  | Styloceras  |
|  |             |
|  | Pachysandra |
|  |             |

|  | Buxus      |
|  |            |
|  | Haptanthus |
|  |            |

|  | Sarcococca                                                 |
|  |                                                            |
|  | \| \| Styloceras \| \| \| \| \| \| Pachysandra \| \| \| \| |
|  |                                                            |
|  | Styloceras                                                 |
|  |                                                            |
|  | Pachysandra                                                |
|  |                                                            |

|  | Styloceras  |
|  |             |
|  | Pachysandra |
|  |             |

|  | Buxus      |
|  |            |
|  | Haptanthus |
|  |            |

|  | Sarcococca                                                 |
|  |                                                            |
|  | \| \| Styloceras \| \| \| \| \| \| Pachysandra \| \| \| \| |
|  |                                                            |
|  | Styloceras                                                 |
|  |                                                            |
|  | Pachysandra                                                |
|  |                                                            |

|  | Styloceras  |
|  |             |
|  | Pachysandra |
|  |             |

|  | Buxus      |
|  |            |
|  | Haptanthus |
|  |            |

|  | Sarcococca                                                 |
|  |                                                            |
|  | \| \| Styloceras \| \| \| \| \| \| Pachysandra \| \| \| \| |
|  |                                                            |
|  | Styloceras                                                 |
|  |                                                            |
|  | Pachysandra                                                |
|  |                                                            |

|  | Styloceras  |
|  |             |
|  | Pachysandra |
|  |             |

## Unikátní znaky
Stavba květních orgánů Haptanthus hazlettii je unikátním způsobem redukována. V centru květenství je jediný bezobalný samičí květ, který je tvořen víceméně jen jedním jednoplodolistovým semeníkem. Po stranách tohoto květu vyrůstají 2 svazky velmi redukovaných samčích orgánů, které nemají jednoznačnou interpretaci. Jsou považovány buď za jednotlivé tyčinky nebo za modifikované samčí květy se 2 připojenými tyčinkami a pravděpodobně se 2 redukovanými okvětními lístky.